# Анас (имя)
Анас (араб. أنس — общительность, приветливость, веселье, радость) — мужское имя арабского происхождения, в переводе с арабского означает «общительность», «обходительность», «приветливость», «весёлость», «веселье», «радость», «задушевная беседа». Распространено у многих народов, исповедующих ислам.